# میون نوترینو
میون نوترینو، (به انگلیسی: Muon Neutrino) که با {\displaystyle \nu _{\mu }} نشان داده می‌شود، یکی از ذرات بنیادی زیراتمی است که بار الکتریکی ندارد. این نوع نوترینو همراه با میون، نسل دوم لپتون‌ها را تشکیل می‌دهد و به این دلیل میون نوترینو نامیده می‌شود.